# Yuki Kikuchi
Yuki Kikuchi (菊池 悠希?, Kikuchi Yūki; 24 luglio 1990) è una pattinatrice di short track giapponese.

## Biografia
È figlia di una pattinatrice che si affermò a livello nazionale in Giappone. Le sue sorelle Ayaka Kikuchi, Sumire Kikuchi, Moemi Kikuchi sono pattinatrici di livello internazionale.
Sua sorella Ayaka Kikuchi, specializzata nella velocità su ghiaccio, ha rappresentato il Giappone ai Giochi olimpici di Soči 2014 e Pyeongchang 2018, dove si è affermata campionessa olimpica nell'inseguimento a squadre. Le sorelle Sumire e Moemi gareggiano in coppa del mondo. Anche Sumire è stata convocata ai Giochi di Pyeongchang 2018.
Ha rappresentato il Giappone ai Giochi olimpici invernali di Pyeongchang 2018 gareggiando nei 1500 metri, dove è stata eliminata nelle batterie, e nella staffetta 3000 metri, conclusa al sesto posto.